# Uscana
Uscana is een geslacht van vliesvleugeligen uit de familie Trichogrammatidae. De wetenschappelijke naam van dit geslacht is voor het eerst geldig gepubliceerd in 1911 door Girault.

## Soorten
Het geslacht Uscana omvat de volgende soorten:
- Uscana alami Yousuf & Shafee, 1988
- Uscana bruchidiusi Pajni & Tewari, 2004
- Uscana bruchidivorax Steffan, 1954
- Uscana callosobruchi Lin, 1994
- Uscana caryedoni Viggiani, 1987
- Uscana changbaiensis Lou & Cao, 1997
- Uscana chilensis Pintureau & Gerding, 1999
- Uscana corythaumaii (Livingstone & Yacoob, 1988)
- Uscana diogenae (Risbec, 1951)
- Uscana espinae Pintureau & Gerding, 1999
- Uscana femoralis Lou, 1996
- Uscana fumipennis (Blood, 1923)
- Uscana galtoni Girault, 1912
- Uscana giraulti (Soyka, 1934)
- Uscana hodzhevanishvilii Fursov, 1987
- Uscana indica Pajni & Tewari, 2002
- Uscana inflaticornis (Novicki, 1936)
- Uscana johnstoni (Waterston, 1926)
- Uscana lariophaga Steffan, 1954
- Uscana latipenis Lin, 1994
- Uscana latipennis (Yousuf & Shafee, 1985)
- Uscana meerutensis (Yousuf & Shafee, 1993)
- Uscana mukerjii (Mani, 1935)
- Uscana olgae Fursov, 1987
- Uscana pacifica (Doutt, 1955)
- Uscana rugatus Lin, 1994
- Uscana semifumipennis Girault, 1911
- Uscana senex (Grese, 1923)
- Uscana setifera Lin, 1994
- Uscana spermophagi Viggiani, 1979
- Uscana terebrator Viggiani, 1996